# Jamaikanische Badmintonmeisterschaft 1961
Die Jamaikanische Badmintonmeisterschaft 1961 fand in Kingston statt. Es war die 14. Austragung der nationalen Titelkämpfe im Badminton von Jamaika.

## Titelträger
| Disziplin    | Sieger                   |
| ------------ | ------------------------ |
| Herreneinzel | Richard Roberts          |
| Dameneinzel  | Barbara Tai Tenn Quee    |
| Herrendoppel | Keith Palmer N. Casserly |
| Damendoppel  | Norma Haddad A. Rumsey   |
| Mixed        | Keith Palmer A. Rumsey   |